# Les Quatre Coins de l'assiette
Les Quatre Coins de l’assiette est une émission de télévision canadienne française qui explore la cuisine gastronomique canadienne. L'émission, animée par Jessica Emin, parcourt le Canada en interviewant des chefs pour explorer leur philosophie concernant les ingrédients qu'ils utilisent dans leurs créations culinaires et pour rencontrer la communauté de producteurs et de cueilleurs qui fournissent ces ingrédients locaux.
L'émission, produite par Connexions Productions est diffusée depuis le 27 juin 2022 sur la chaîne ICI Radio-Canada Télé.

## Synopsis
À chaque émission, Jessica Emin se rend dans une nouvelle région du Canada pour rencontrer un chef gastronomique local qui crée un nouveau plat pour l'occasion.
Les capacités culinaires de ces chefs, des thèmes tels que la planification, le soin apporté à la sélection des ingrédients locaux et la relation entre le chef et les producteurs/récoltants locaux sont explorés. Tout en découvrant les ingrédients cultivés de manière éthique et récoltés de manière durable qui sont spécifiques au terroir de la région, l'émission permet au spectateur d'en apprendre davantage sur la préparation et la présentation de plats uniques.
En mettant l'accent sur le centre et l'est du Canada, Jessica voyage au cours de la première saison en Ontario, au Nouveau-Brunswick, à l'Île-du-Prince-Édouard, en Nouvelle-Écosse, à Terre-Neuve et au Québec.

## Animatrice
Jessica Emin est passionnée de cuisine gastronomique. Née à Moncton au Nouveau-Brunswick, elle vit à Halifax, en Nouvelle-Écosse, où elle est photographe culinaire, styliste culinaire et chroniqueuse culinaire.

## Émissions
| # | Région                                | Chef                                         | Repas                                                                           | Ingrédients |
| - | ------------------------------------- | -------------------------------------------- | ------------------------------------------------------------------------------- | --- |
| 1 | Ottawa                                | Dominique Dufour                             | Mousse de foie de volaille Sur pain au levain frais avec morilles et sauce miso | *poulet fermier de La Ferme Rêveuse *grains anciens de 1847 Stone Milling *morilles sauvages cueillies par le cueilleur Éric Rochon.                                                            |
| 2 | Île-du-Prince-Édouard                 | Robert Pendergast                            | Porc rôti avec palourdes Le tout servi avec latkes aux légumes râpés            | *la viande de porc de Pleasant Pork *les légumes bio de la Ferme Soleil *des palourdes pêchées à la manière locale par le pêcheur amateur Stéphane Blanchard                                    |
| 3 | Péninsule Acadienne Nouveau-Brunswick | Ben Cormier                                  | Omble chevalier avec huîtres frites et sauce camerises                          | *l’omble chevalier de Pisciculture Acadienne *les huîtres des Huîtres Mallet *les camerises du producteur Paul Laplante.                                                                        |
| 4 | Nouvelle-Écosse                       | Stéphane Levac                               | Paella Aux fruits de mer et vin blanc                                           | *le chorizo de Ratinaud *des fruits de mer de Afishionado Fishmongers *le vin blanc du vignoble Benjamin Bridge                                                                                 |
| 5 | Saint-Andrews Nouveau-Brunswick       | Chris Aerni                                  | Joue de bœuf braisée Avec gnocchis sautés à la courge et fromage Geai bleu      | *de la courge de Fundy Farms Local Harvest *le fromage le Geai bleu de la Bergerie Aux quatre vents *de la joue de bœuf de Stewart’s Village Mart et Smokehouse                                 |
| 6 | Ville de Québec                       | Pierre-Olivier Pelletier Cassandre Osterroth | Pressé de foie blanc de pintande Avec chanterelles au vin origines              | *la pintade de la Ferme Orléans * les champignons de Gastronomie Boréale * le vin rouge du Domaine Small                                                                                        |
| 7 | Moncton Nouveau-Brunswick             | Pierre Richard                               | Filets de maquereau Avec légumes de saison et caviar d’esturgeon                | *le maquereau pêché par Donald Caissie </r> *des légumes bio de Broadfork Farm *le caviar d'Esturgeon et Caviar d’Acadie                                                                        |
| 8 | Terre-Neuve                           | Jeremy Charles                               | Pétoncles crus Avec sauce au beurre blanc d’oursins                             | *des aliments sauvages récoltés par la cueilleuse Lori McCarthy *des pétoncles et oursins de mer pêchés en plongée par Dennis Newhook *le sel de mer artisanal de la Newfoundland Salt Company. |

| # | Région                          | Chef                                    | Repas | Ingrédients |
| - | ------------------------------- | --------------------------------------- | --- | --- |
| 1 | Niagara, Ontario                | Domenico Giammarella - Pearl Morissette | Semifreddo au miel de sarrasin avec compote de framboises et rhubarbe, meringue de framboises et biscuit linzer au miel et à la rhubarbe, avec chantilly au foin d’odeur, pollen de camomille ananas et oseille sauvage. | - Framboises de Rumar Farms - Ruth Gatzke et Marc McKerracher - Rhubarbe de Tamarack Farms - Nancy et Richard Self - Miel de Miel d’Anicet                                                             |
| 2 | Moncton Nouveau-Brunswick       | Michel Savoie - Les brumes du coude     | « Cocotte de légumes Rita » Langue de bœuf piquée à l’ail et au romarin, braisée au bouillon avec légumes en saison et salade de cresson.                                                                                | - Légumes de La ferme La Belle Besogne - Venessa Allain - Salade de Local by Atta - Jesse Howatt - Bœuf de La ferme Boudreau - Jocelyn Boudreau                                                        |
| 3 | Ville de Québec, Québec         | Fisun Ercan - Bika ferme et cuisine     | Artichauts avec pois verts, gourganes fraîches et sabayon de verjus. | - Verjus de Au fil du vent - Johanne Plamondon et Pierre Corriveau - Gourganes de Légunord - Philippe Legault - Artichaut de Ferme La fille du Roy - Josée Roy et Antoine Beauregard                   |
| 4 | Ottawa, Ontario                 | Marc Lépine - l’Atelier                 | Carpaccio de wapiti en croûte d'herbes, avec fleur d'ail carbonisée, aïoli à la fleur d’ail fumée, navets hakurei glacés, pesto de Nasturtium, betteraves marinées soufflées et croquantes.                              | - Viande de wapiti de Elk Ranch - Thom van Eeghen - Fleur d’ail de Ail Mayo hill Garlic - Renée Giroux et Gary Bouchard - Navets hakurei, micropousses de capucines de Heart City Farm - Anna Soukenik |
| 5 | Moncton, Nouveau-Brunswick      | Gene Cormier - Euston Park              | Pogo fait maison avec ketchup au kimchi, micro-pousses de verdure, et accompagné d’une salade croustillante de légumes racines et vinaigrette acidulée de sumac.                                                         | - Saucisses de DAGENHARDT - Remo Degenhardt - Kimchi de Lee & Shin Korean Food - Lee et Shin Hyunshim - Haricot vert de Coopérative Ferme Terre Partagé - Rébeka Frazer-Chiasson                       |
| 6 | Dartmouth, Nouvelle-Écosse      | Renée Lavallée - The Canteen            | Salade de crabe des neiges avec émincé de fenouil et betterave, salicorne et autres produits sauvages en saison, vinaigrette au cidre.                                                                                   | - Crabe des neiges de Victoria Coop Fisheries - Joel Burton - Salicorne de Fred Dardenne - Cidre de Lake City Cider - Poet Comeau                                                                      |
| 7 | Vancouver, Colombie-Britannique | Joel Watanabe - Kissa Tanto             | Saumon fumé à chaud avec agnolotti au yuzu, pommes de terre et oignons doux fondant, accompagné de menthe, d’une sauce au beurre fumé avec vin, tare au yuzu et jus de yuzu                                              | - Vin blanc de Lightning Rock Winery - Jordan Kubek - Pommes de terre, poireaux de North Arm Farms - Alyssa Hubert - Saumon de Pacific Prowler - Becky Acheson, Dane Orser                             |
| 8 | Calgary, Alberta                | Dominique Moussu - Cassis Bistro        | Tournedos de bœuf de l'Alberta, avec raviolis de foie gras et soufflé de pommes de terre au cheddar. | - Viande de bœuf bio de Sunworks Farm - Sheila et Ron Hamilton - Fromage cheddar vieilli de Fromagerie Old School - Patrick Dupuis - Foie gras de Rougié - Delphine Pugniet                            |

## Fiche technique
- Titre : Les Quatre Coins de l’assiette
- Réalisation : Ryan Doucette
- Scénario : Mélanie Léger
- Directeur de la photographie : Blake A. Stilwell, Ben Sutherland
- Ingénieur du son : Eric Leclerc
- Monteur : Eric Leclerc
- Production : Marcel Gallant, Chris Goguen, Marc Savoie, Donna Bourgeois
- Sociétés de production : Connexions Productions, Botsford Media
- Pays d'origine :  Canada
- Langue originale : Français
- Format : couleur
- Genre : documentaire
- Durée : 22 minutes
- Lieux de tournage : Ontario, Île-du-Prince-Édouard, Québec, Nouveau-Brunswick, Nouvelle-Écosse